# Ардмор (Пенсилванија)
Ардмор (енгл. Ardmore) насељено је место без административног статуса у америчкој савезној држави Пенсилванија.

## Демографија
По попису из 2010. године број становника је 12.455, што је 161 (-1,3%) становника мање него 2000. године.
| Група             | 2000.          | 2010.         |
| Белци             | 10.377 (82,3%) | 9.569 (76,8%) |
| Афроамериканци    | 1.447 (11,5%)  | 1.607 (12,9%) |
| Азијати           | 325 (2,6%)     | 510 (4,1%)    |
| Хиспаноамериканци | 259 (2,1%)     | 502 (4,0%)    |
| Укупно            | 12.616         | 12.455        |